# Сибирцев, Павел Михайлович
Павел Михайлович Сибирцев (3 августа 1951, Ленинград, СССР) — советский футболист, защитник.
Воспитанник СК «Большевик» Ленинград. В 1970—1973 годах — в составе ленинградского «Зенита». За основную команду в 1970 году провёл два матча в чемпионате страны: 15 марта в гостевой игре против «Нефтчи» Баку (0:4) отыграл весь матч, 27 марта в Ереване в матче с «Араратом» (0:1) вышел на замену на 80-й минуте; в Кубке СССР сыграл три матча: в первом, гостевом матче 1/16 финала 9 мая против владивостокского «Луча» был заменён на 72-й минуте, в ответной встрече 13 мая вышел на замену после перерыва, в гостевом матче 1/4 финала 27 июня против «Динамо» Киев отыграл полный матч. В 1974—1975 годах играл за ленинградское «Динамо» во второй лиге — 37 игр, один гол. Карьеру в командах мастеров завершил в 1976 году в составе клуба второй лиги «Динамо» Вологда — 25 игр.
В 2008—2011 годах был Председателем совета региональной общественной организации «Союз ветеранов футбола».